# Ε均衡
ゲーム理論において ε 均衡 (イプシロンきんこう，epsilon-equilibrium) または近似ナッシュ均衡 (near-Nash equilibrium) とは，ナッシュ均衡の条件を近似的にみたすような戦略プロファイルのことである。

## 定義
ゲームと非負の実数 ε とを所与として，戦略プロファイルが ε 均衡であるとは，どのプレーヤーにとっても，自分の戦略からの単独での逸脱によって，期待利得を ε より大きく改善することができないことをいう。任意のナッシュ均衡は，ε = 0 の場合の ε 均衡に等しい。
形式的に書こう。N 人のプレーヤーがいて，各プレーヤーの行動集合が {\displaystyle A_{i}}, 効用関数が u であるようなゲームを {\displaystyle G=(N,A=A_{1}\times \cdots \times A_{N},u:A\to \mathbb {R} ^{N})} とする。戦略の組 {\displaystyle \sigma \in \Delta =\Delta _{1}\times \cdots \times \Delta _{N}} が G の ε 均衡であるとは，
{\displaystyle u_{i}(\sigma )\geq u_{i}(\sigma _{i}',\sigma _{-i})-\varepsilon \;{\mbox{for all}}\;\sigma _{i}'\in \Delta _{i},i\in N}
であるときをいう。

## 例
ε 均衡の概念は，無限に継続する可能性のある確率ゲームの理論において重要である。ナッシュ均衡が存在しないが，0 より厳密に大きい任意の ε について ε 均衡が存在するような，簡単な確率ゲームの例がある。
おそらくもっとも簡単な例は，エヴェレットにより提案された，次のようなマッチングペニーの変種だろう。プレーヤー 1 はペニー硬貨を隠し，プレーヤー 2 はそれが表か裏かを推測する。プレーヤー 2 が正しく当てたならば，プレーヤー 1 からペニーをもらってゲームが終了する。プレーヤー 2 が，表と推測して外したならば，両プレーヤーの利得を 0 としてゲームが終了する。プレーヤー 2 が裏と推測して外したならば，ゲームは繰りかえす。もしゲームが永久に続くならば，両プレーヤーの利得は 0 になる。
パラメータ ε > 0 を所与として，プレーヤー 2 が，(ゲームのステージによらず，それ以前のステージとも独立に) 表を確率 ε, 裏を確率 1 − ε と推測するような任意の戦略プロファイルは，このゲームの ε 均衡になる。このような戦略プロファイルにおけるプレーヤー 2の 期待利得は少なくとも 1 − ε になる。しかし，ちょうど 1 の期待利得を保証するようなプレーヤー 2 の戦略は存在しないことが簡単にわかる。したがって，このゲームはナッシュ均衡をもたない。
べつの簡単な例として，T 期間の有限回繰りかえし囚人のジレンマを考え，利得は T 期間の平均で与えられるものとしよう。このゲームの唯一のナッシュ均衡は，各期において裏切りを選ぶというものである。ここで，2 つの戦略，しっぺ返し戦略とグリムトリガーを考えよう。しっぺ返しもグリムトリガーもこのゲームのナッシュ均衡にならないが，どちらもある正なる ε について ε 均衡になる。ε の許容される値は，ステージゲーム利得と繰りかえしの期間数 T に依存する。
経済学において，純粋戦略 ε 均衡の概念は，混合戦略によるアプローチが現実的でないとみなされるときに使われている。純粋戦略 ε 均衡においては，各プレーヤーは，最適な純粋戦略から ε 以内だけ離れた純粋戦略を選択する。例として，ベルトラン・エッジワースモデルにおいては，純粋戦略均衡は存在しないが，純粋戦略 ε 均衡は存在しうる。